# Aleksandr Petrovič Panteleev
Aleksandr Petrovič Panteleev (Novočerkassk, 14 luglio 1874 – Leningrado, ottobre 1948) è stato un regista cinematografico russo.

## Filmografia (parziale)

### Regista
- La coabitazione (Уплотнение) (1918)
- Il taumaturgo (Чудотворец) (1922)